# Homeworld
Homeworld es un videojuego de estrategia en tiempo real desarrollado por Relic Entertainment, y publicado en 1999 por Sierra Entertainment. Es bien conocido por sus movimientos completamente tridimensionales, su asombrosa banda sonora y su robusta historia.

## Historia
Durante miles de años, los kushanos sobrevivieron en el casi inhóspito mundo de Kharak, un planeta donde solo las áreas no cubiertas de desiertos son los polos, que sirven como el más adecuado lugar para vivir. Sin embargo, la escasez de terreno cultivable y recursos naturales han llevado a la guerra a los muchos clanes (o kiith) del planeta.
Cuando las nuevas tecnologías emergieron, los conflictos religiosos y políticos parcialmente dieron lugar a la exploración científica unida. Las secuencias de ADN de la vida nativa de Kharak revelaron que ninguna de ellas contiene algún parecido genético con los kushanos, haciendo aparecer la "Teoría XenoGenesis" - que menciona que la gente no es nativa de ese mundo.
Los primeros viajes espaciales reforzaron esta idea. Pequeños restos metálicos, el más grande no es mayor que una mano, se recuperaron de la baja órbita del planeta y fueron analizados por ser de materiales desconocidos para ellos. Además de ayudar a acelerar su desarrollo de tecnología espacial, los restos confirmaron que una gran nave espacial estuvo alguna vez en órbita. No fue hasta que un irónico giro del destino, más tarde en su historia, que los impulsó aún más a lo largo de su desarrollo.
Un satélite de alta potencia falló después de su entrada en órbita, dando una media vuelta y empezando a escanear la superficie del planeta, más específicamente la del Gran Desierto cerca del área ecuatoriana del planeta. Extrañamente encontró algo entre las arenas: una ciudad abandonada con una enorme estructura metálica central. Una expedición descubrió que la estructura metálica fue la nave la cual una vez estuvo en órbita. Llevaba avanzadas tecnologías de vuelo espacial incluyendo un Núcleo Hiperespacial, una de las pocas máquinas que fundaron todas las tecnologías que permitirían viajar a velocidades más rápidas que la luz de toda la galaxia.
Más importante todavía, sin embargo, fue el hallazgo de una piedra, que tenía tallado un mapa galáctico con dos coordenadas: Una marcaba a Kharak. La otra mostraba un nombre tan antiguo que era común en todas las lenguas y dialectos: Hiigara. Hogar. 
Esta piedra fue llamada la "Piedra guía" (Guidestone).
En todo Kharak nunca se vivió un momento como ese, en donde todas las respuestas sobre su origen parecían responderse. Nunca después hubo más conflictos políticos ni religiosos. Todos los clanes se unieron formando un único gran clan, dedicando así todos sus esfuerzos industriales y científicos a un único fin: Volver a Hiigara, a su mundo hogar. 
Diseñaron una enorme nave espacial, llamada "Nave Nodriza", que llevaría a 600.000 de ellos a su antiguo planeta, siguiendo el camino trazado en la piedra. La nave fue hecha robusta y autosuficiente, con el fin de sobrevivir a los posibles problemas durante el largo viaje. Era parte portanaves, parte nave de reconocimiento, y la más importante de todas, el hogar temporario de millones de su gente congelados en sueño criogénico. Su construcción tardo 60 años, y fue ensamblada en unos enormes andamios en órbita con el planeta. Este andamio fue la única luna que tuvo Kharak, y fue vista por 4 generciones de personas.
Uno de los mayores problemas que tuvieron los diseñadores es la forma de control de los diferentes sistemas de la nave. Hasta los más básicos sistemas requerían que muchos datos fueran analizados, y eran muchas las respuestas por segundo. Se desarrollaron complejos sistemas computacionales pero todos fallaron en su tarea de controlar los centenares de sistemas que poseía la nave. El proyecto estuvo a punto de cancelarse, hasta que una joven experta en neurología propuso una solución. Karan S'Jet sugirió que un cerebro (el suyo) podría llenar el hueco entre los circuitos nerviosos y los bancos de datos de la nave Nodriza. Así, mediante un complejo procedimiento, se integró completamente a la Nave Nodriza, convirtiéndose así en la Comandante de la Flota.
Es cuando la Nave Nodriza efectúa su primero salto hiperespacial de prueba luego de haber salido de los andamios donde comienza el juego.
El jugador es testigo de los muchos giros argumentales que posee el juego: El descubrimiento de varias razas alienígenas (tanto hostiles como pacíficas), la destrucción de una nave de reconocimiento enviada 10 años atrás, y la más dramática de todas, el genocidio masivo provocado por los Taiidan a Kharak, provocado por una tormenta de fuego inducida por los Misiles de depravación atmosférica que literalmente queman la atmósfera de un planeta matando a cualquier ser vivo de la superficie. Todo esto se explica mediante escenas cinemáticas que se reproducen entre las misiones, que fueron hechas con dibujos hechos a mano en blanco y negro.

## El juego
Homeworld es conocido por sus elementos monojugador y multijugador en línea. El jugador puede jugar con los kushanos y los taiidanos en los dos modos de juego. Si bien cada unidad sirve una función en particular y representa una desventaja en fuerza, potencia ofensiva, velocidad y coste, las diferencias entre las dos facciones son meramente por los diseños de las naves. Las naves opuestas de cada bando, a pesar de ser diferentes, tienen iguales características de defensa y ofensiva. Sin embargo, cada raza posee una unidad única (El caza invisible y la fragata de drones kushana versus el caza de defensa y la fragata de campo de defensa taiidana), y en las naves opuestas las armas tienen una posición diferente, usualmente en favor de los taiidanos.
La pantalla está dedicada exclusivamente a maximizar el campo de visión, por lo que la única barra de herramientas está oculta y solo aparece cuando el cursor se mueve a la parte inferior de la pantalla. Órdenes como el movimiento y las formaciones se dan tanto desde los menús como desde las teclas de acceso rápido.
La inclusión de combates en un entorno completamente 3D como es el espacio da al jugador un reto que no son normalmente encontrados en los juegos 2D de estrategia en tiempo real. El jugador debe ser capaz de reaccionar y jugar dentro de un medio ambiente más puro, donde el movimiento es el principal factor táctico.

### Un Jugador
El modo de un jugador incluye 16 misiones, y usa un único concepto de herencia de flota (alias Flota Persistente), en el cual las misiones se empiezan con todas las naves con que se terminó la misión anterior. Así, se puede terminar el juego con una nave que se construyó en la primera misión. Esta característica, junto con los escasos recursos en cada nivel, fuerza al jugador a tomar difíciles decisiones sobre la conformación de su flota.
La meta final es encontrar el mundo hogar (Homeworld) de la raza con la que se juega. Aunque hay que notar que da lo mismo con cual se juegue, la historia es la misma. En éste y los siguientes juegos de la saga, canónicamente, los Kushanos son los héroes. 

### Multijugador
La comunidad Homeworld era ya grande en 1999. Su máxima expresión fue en el 2000 y el 2001, donde había más de 18.000 registrados. Varias docenas de clanes estaban activos estos años, y más de cien clanes habían sido fundados desde sus inicios. Todavía quedan cientos de jugadores activos y clanes en movimiento. Hoy, la comunidad original de dedicados jugadores aún existe en los foros oficiales de Relic, y en IRC.
El flujo general del juego en línea se parece a otros juegos de estrategia en tiempo real, como las series de Dune II y Command & Conquer. El jugador explora el mapa, extrae recursos y construye unidades. Ya que el juego transcurre en el espacio, no están las típicas 'estructuras' como el resto de los juegos RTS. A pesar de esto, la nave nodriza, los transportadores, los investigadores, esencialmente tienen el mismo propósito, permitiendo al jugador construir y mejorar unidades. Pero difiere de otros juegos RTS en que tiene solo un tipo de recursos y no pone límite a los grupos de unidades, además de sus Corvetas de Salvataje que le permiten exceder el límite de naves en la flota.
De una forma inusual para un juego lanzado en 1999, el sistema de grupos multijugador de Homeworld original sigue funcionando y en uso. Los pasos para jugar en línea son solamente crear un personaje dentro de la interfaz del juego y parchar el juego a la versión más nueva. Aunque, no literalmente esencial, la larga compilación de mapas multijugador, conocidos como Los Archivos Homeworld (The Homeworld archives), es una descarga importante para aquellos que quieren aliviarse de tener que bajar uno por uno los mapas creados por los fanáticos para su uso en el juego en línea.

## Música
Salvo la canción "Homeworld" del grupo de rock británico Yes, la mayoría de la música es simplemente ambiente, concordante con el desolado espacio. También se puede notar la inclusión del "Agnus Dei" de Samuel Barber (versión coral de su Adagio para cuerdas). Un CD de 13 tracks viene en la edición de Homeworld, El Juego del Año, que muestra la música original de Paul Ruskay. El relanzamiento de esta edición no trae la banda sonora.

## Argumento
Homeworld estuvo indudablemente influenciado por muchos juegos RTS, libros, y películas ya existentes. Las batallas de Homeworld, compuestas por centenares de pequeñas naves y docenas de otras más grandes estuvieron inspiradas en La Guerra De Las Galaxias de George Lucas, como también en Babylon 5 de J. Michael Straczynski. La voz del narrador recurre a la cadencia, el alargado final y otros recursos vocales, similares a las usadas por Jean-Claude Ballard (el narrador de la serie animada de Sci-Fi titulada Robotech), reforzando la atmósfera de una aventura. El concepto de una gran Nave Nodriza que transporta exiliados de vuelta a su planeta natal tiene mucho en común con Battlestar Galactica.
Muchos de los diseños de las naves espaciales estaban inspirados por la serie de libros de Terran Trade Authority, publicados por Hamlyn Publishing Group en los años 70, e ilustrados por los artistas Peter Elson y Chris Foss. Ambos figuran en los créditos del juego como menciones especiales, y un comandante de un destructor del juego se llama Peter Elson.
Homeworld revolucionó el género de los RTS y fue la base para juegos de estrategia como Hegemonia: Legions of Iron y Far Gate.

### Modificaciones (Mods)
Homeworld gozó de mucho contenido modificado proveniente de un gran grupo de fanes del género. A pesar de muchas limitaciones en el código, casi todos los aspectos del juego fueron alterados, desde los modelos básicos y las texturas hasta la interfaz del juego, música y efectos. Las modificaciones más populares estaban basadas en famosas series de ciencia ficción, tales como Macross, Babylon 5, Star Trek y Star Wars, aparte de otras series y de ideas originales de los fanes. Debido a la naturaleza modular del sistema de archivos de Homeworld, incluso el menos entendido podía modificar de forma simple las características de las naves para cambiar el estilo de juego, lo que formó una gran comunidad de modding alrededor de Homeworld. Después del lanzamiento de Homeworld 2, muchos grupos migraron a otras plataformas o dejaron la saga de Homeworld.

### Secuelas
En septiembre de 2000, Barking Dog Studios lanzó una expansión independiente o seudo-secuela denominada Homeworld: Cataclysm. Ésta tiene lugar 15 años después del retorno al planeta natal, y la historia se centra en el kiith Somtaaw, y sus luchas para proteger la galaxia y a Hiigara de una poderosa entidad parásita llamada La Bestia
Una secuela, Homeworld 2, fue lanzada en 2003. En el juego los Hiigarianos (los Kushanos establecidos en Hiigara) debían defender su planeta de los Vaygr, una poderosa raza nómada.
Relic lanzó el código fuente de Homeworld en 2003, lo que permitió versiones no oficiales del juego para otras plataformas, como Linux y Mac OS X. 

## Recepción
Homeworld fue aprobado con las más altas puntuaciones en muchas comunidades de videojuegos, y ganó muchos premios, incluyendo el "Premio del juego del año de IGN". El juego fue elogiado por sus efectos, su motor gráfico, las grandes batallas, su apropiada banda sonora, su completo argumento y su revolucionaria interfaz 3D.

### Premios
- E3 1999 Game Critics Awards: Mejor Juego de Estrategia.
- IGN 1999 Juego del Año.
- PC Gamer 1999 Juego del Año.

### Reseñas
- Metacritic Review Listing

### Sitios web de fanáticos
- Encyclopedia Hiigara - Homeworld wiki
- Homeworld SDL (Windows, Linux, MacOSX) Archivado el 10 de mayo de 2009 en Wayback Machine.
- Main Homeworld SDL Forum
- Linux port of Homeworld
- Macintosh (Mac OS X) port of Homeworld Archivado el 7 de marzo de 2007 en Wayback Machine.
- Homeworld Shipyards - ship statistics and information fansite
- RelicNews - popular fansite Archivado el 7 de marzo de 2007 en Wayback Machine.
- Jst-Online - a collection of mods, maps, and tools for Homeworld and Homeworld 2
- The Great Wars Babylon 5 Mods Series - a collection of B5 mods and tools made for Homeworld
- Homeworlds Paper Models for download
- Homeworld Paper Models from Erick's Models
- YessMasster's Homeworld Paper Models
- HW clan site and forums Archivado el 29 de marzo de 2007 en Wayback Machine.

- Datos: Q1116724